# تين بنغالي
تين بنغالي أو الرولة أو تين البَنْغال أو الأثَأب (الاسم العلمي: Ficus benghalensis) هو نوع من النباتات يتبع جنس التين من الفصيلة التوتية.